# Aberaman South
Aberaman South (en anglais) ou De Aberaman (en gallois) est une communauté du borough de comté de Rhondda Cynon Taf, au pays de Galles.

## Géographie
Aberaman South est située dans le nord du borough de comté de Rhondda Cynon Taf, au confluent de l'Amman (en) et de la Cynon. Elle comprend les villages et hameaux d'Abercwmboi (en) et Cwmaman (en).

## Histoire
L'ancienne communauté d'Aberaman est scindée entre Aberaman North et Aberaman South en 2016, en application du Rhondda Cynon Taf (Communities) Order 2016.

## Démographie
Au recensement de 2011, le ward d'Aberaman South comptait 4 641 habitants.